# Дергачёв, Иван Семёнович
Ива́н Семёнович Дергачёв (14 октября 1928, Новый Буг, Николаевский округ, УССР, СССР — 22 мая 1998, там же, Николаевская область, Украина) — бригадир колхоза имени Чкалова Новобугского района (Николаевская область, УССР), Герой Социалистического Труда (1971).

## Биография
Родился 14 октября 1928 года в городе Новый Буг Николаевского округа Украинской ССР (ныне райцентр Николаевской области, Украина) в семье крестьян. По национальности украинец.
В 1941—1944 годах жил на оккупированной территории, после освобождения трудился в полеводческой бригаде. С 1945 года — тракторист на тракторе «Универсал». В 1951 году возглавил тракторную бригаду в селе Показное колхоза имени Чкалова. В 1962 году стал бригадиром комплексной бригады. После внедрения новейших методов земледелия: двойное и тройное боронование полей для борьбы с сорняками, уход за посевами, внесение гранулированных суперфосфатов одновременно с посадкой озимых и т. д. урожайность выросла с 15,3 до 45 центнеров зерновых с гектара, а такие сорта как Кавказ и Аврора дали урожай до 60 центнеров с гектара.
Указом Президиума Верховного Совета СССР от 8 апреля 1971 года «за выдающиеся успехи, достигнутые в развитии сельскохозяйственного производства и выполнении пятилетнего плана продажи государству продуктов земледелия и животноводства» удостоен звания Героя Социалистического Труда с вручением ордена Ленина и золотой медали «Серп и Молот».
Жил в городе Новый Буг, где скончался 22 мая 1998 года.
Награждён орденами Ленина (08.04.1971), Октябрьской Революции (22.12.1977), медалями.